# جيمي بالدوين
جيمي بالدوين (بالإنجليزية: Jimmy Baldwin)‏ (12 يناير 1922 ببلاكبرن في المملكة المتحدة - 1 يناير 1985) هو مدرب كرة قدم ولاعب كرة قدم بريطاني (وحمل سابقاً جنسية المملكة المتحدة لبريطانيا العظمى وأيرلندا) في مركز الوسط. لعب مع بلاكبيرن روفرز وليستر سيتي ويوفل تاون وغريت يارموث تاون ‏.